# 天主教卡爾加里教區
天主教卡爾加里教區（拉丁語：Dioecesis Calgariensis）是加拿大一個羅馬天主教教區，屬埃德蒙頓總教區。1912年11月30日升為教區。
教區位於艾伯塔南部。2006年有教友427,200人，佔轄區總人口40.7%。教區下轄六十八個堂區，有125名司鐸。現任教區主教為弗雷德里克·伯爾納鐸·亨利。